# يوهان لودويغ كرابف
يوهان لودويغ كرابف (11 يناير 1810 – 26 نوفمبر 1881) كان مبشر ألماني في إفريقيا الشرقية إضافة إلى مستكشف ومسافر ولغوي. لعب كرابف دور مهم في استكشاف أفريقيا الشرقية مع يوهانس ربمان. كان الاثنان أولين الأوروبيين رأيا جبل كينيا وجبل كلمنجارو واستكشف كرابف السواحل الشرقية لأفريقيا.

## روابط خارجية
- يوهان لودويغ كرابف على موقع الموسوعة البريطانية (الإنجليزية)
- يوهان لودويغ كرابف على موقع ديسكوغز (الإنجليزية)